# Tegs kyrka
Tegs kyrka är en kyrkobyggnad i Umeå och ligger i närheten av Tegsbron där gamla E4 (numera länsväg 503) korsar Ume älv. Den tillhör Tegs församling i Luleå stift.

## Kyrkobyggnaden
Kyrkobyggnaden uppfördes 1969 av byggnadsfirman Lindén & Danielsson efter ritningar av Carl Hampus Bergman, som vunnit den arkitektpristävling som anordnats 1963. Bergman hade ursprungligen tänkt sig kyrkan samordnad med en torgplats i väster, med en församlingsgård som i en halvcirkel skulle innesluta en friluftsscen.
Tegskyrkan är en helt modernistisk kyrka av betong, och utgör norra delen av ett trelängat byggnadskomplex med församlingslokaler i östra och södra längorna. Kyrkorummet är närmast kvadratiskt och har ett kor orienterat mot innergården i söder. Mitt i kyrkorummet hänger en väldig ljuskrona kallad Kristi törnekrona skapad av konstnären Harald Garmland. Den är uppbyggd av oxiderad lättmetall och färgat glas och har färdigställts på plats.

## Konsertscen
Kyrkan används ofta för konserter, bland annat i samband med Umeå Jazzfestival. Under kulturhuvudstadsåret 2014 uruppfördes här Svante Henrysons verk Vidderna inom mig.

### Diskografi
Inspelningar av musik i kyrkan.
- Höga visan : shir ha shirim : canticum canticorum : en kyrkoopera / Ericsson, Hans-Ola, kompositör & orgel; Röhring, Klaus, libretto. SACD. Musikhögskolan i Piteå MHSACD 040609. 2004.
- Låtar II : Swedish folk tunes / Hedin, Johan, orgel; Idenstam, Gunnar, nyckelharpa. CD. Caprice Records CAP 21807. 2010.